# Aleksander With
Aleksander Denstad With (Trondheim, 30 giugno 1987) è un cantante norvegese.

## Biografia
Aleksander With è noto per aver vinto l'edizione del 2006 di Idol. Ha successivamente pubblicato l'album in studio d'esordio, Coming Home (2006), che ha esordito al 6º posto della VG-lista. A Little Too Perfect (2006), numero uno per quattro settimane consecutive nella hit parade norvegese, ha ricevuto la nomination per lo Spellemannprisen alla canzone dell'anno. È stato in lizza per l'MTV Europe Music Award al miglior artista norvegese del 2007.
Il disco successivo Still Awake ha anch'esso raggiunto la 4ª posizione della classifica norvegese. All'LP hanno fatto seguito gli album Aleksander With (2012), contenente la quarta top ten del cantante Pictures, e The Butterfly Effect (2015).

## Discografia

### Album in studio
- 2006 – Coming Home
- 2009 – Still Awake
- 2012 – Aleksander With
- 2015 – The Butterfly Effect

### Singoli
- 2006 – A Little Too Perfect
- 2009 – What's the Story
- 2009 – Worth It (feat. Lene Marlin)
- 2010 – Pictures
- 2011 – Satellites
- 2012 – Once
- 2014 – You
- 2015 – Better
- 2024 – Favorite Tee
- 2024 – And It's Still Alright